# Graziella Pellegrini

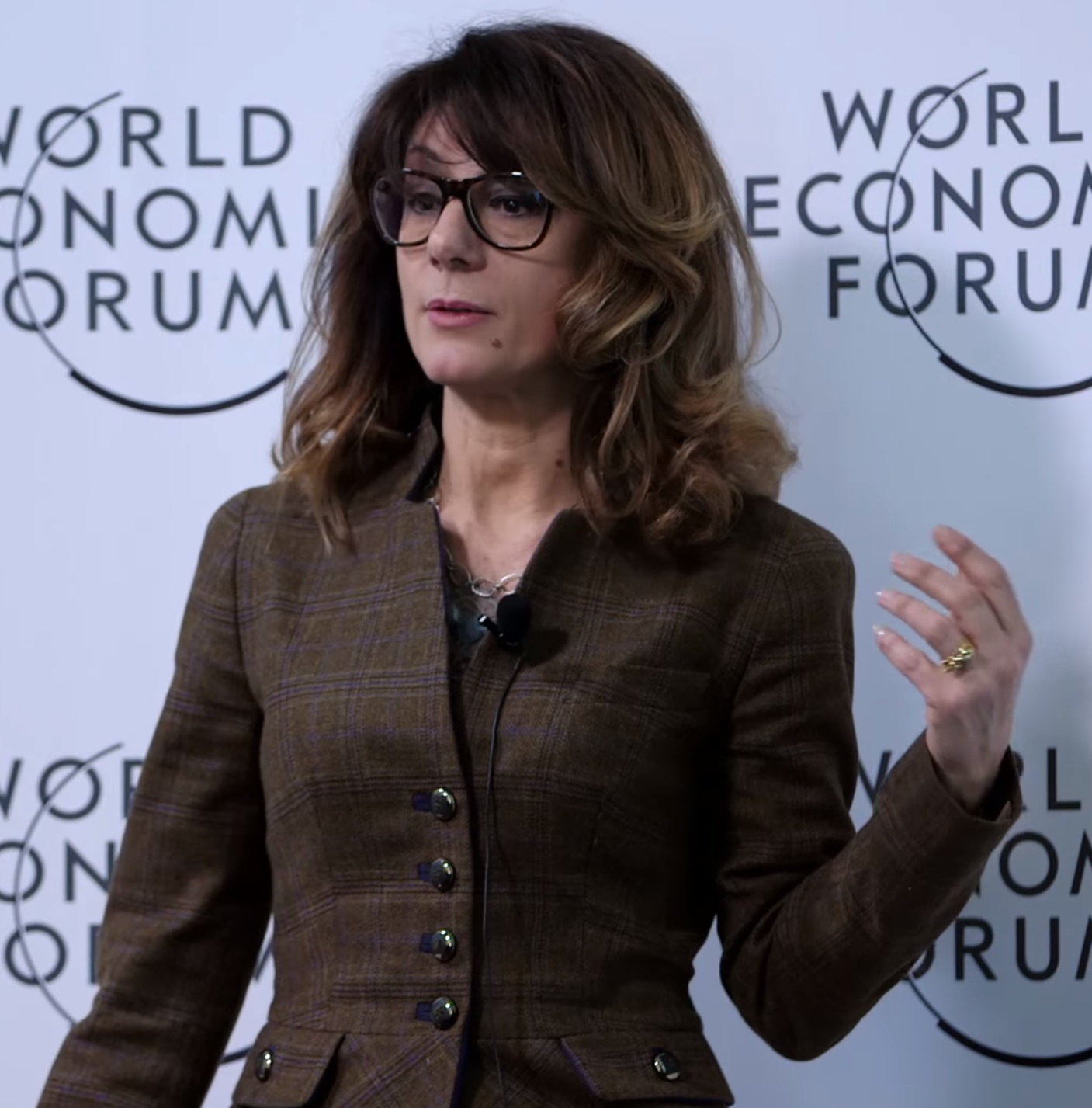
Graziella Pellegrini 2015

Graziella Pellegrini (* 12. Juli 1961 in Genua) ist eine italienische Forscherin und Vertreterin einer translationalen Medizin an der Universität Modena und Reggio Emilia. Sie ist bekannt für ihre Arbeiten zur regenerativen Medizin, insbesondere zur Stammzelltherapie bei verschiedenen Erkrankungen der Haut und des Auges.

## Leben und Wirken
Pellegrini erwarb 1988 an der Universität Genua einen Abschluss in Chemie und Pharmazietechnik, 1989 in Pharmazie. Als Postdoktorandin arbeitete sie am Nationalen Krebsforschungsinstitut in Genua. Weitere Stationen waren Cellife Biotechnology in Mailand und das Advanced Biotechnology Center in Genua.
1996 wurde sie stellvertretende Leiterin des Labors für Tissue Engineering am Istituto Dermopatico dell’Immacolata in Rom. Ab 2002 war sie Direktorin des Stammzell-Forschungsinstituts einer Hornhautbank in Venedig. Seit 2006 ist Pellegrini Professorin für Zellbiologie am Zentrum für regenerative Therapie an der Universität Modena und Reggio Emilia. Gemeinsam mit Michele De Luca ist sie Gründerin (2008) und Leiterin der Abteilung Forschung und Entwicklung des Biotechnologie-Unternehmens Holostem Terapie Avanzate in Modena.
Pellegrini und De Luca gelten als Pioniere der Stammzelltherapie des Auges mit Stammzellen des Limbus (Handelsname Holoclar, das erste zugelassene Stammzell-basierte Arzneimittel für neuartige Therapien, ATMP) sowie der Stammzelltherapie der Haut bei Verbrennungen, Vitiligo, Piebaldismus oder in Kombination von Stammzelltherapie und Gentherapie der Behandlung von Erbkrankheiten wie der Epidermolysis bullosa.
2020 erhielt sie gemeinsam mit Michele De Luca den Louis-Jeantet-Preis (Jeantet-Collen Prize for translational medicine). Sie hat laut Google Scholar einen h-Index von 40, laut Datenbank Scopus einen von 35 (Stand jeweils März 2020).